# Estação Cuatro Vientos
Cuatro Vientos é uma estação da Linha 10 do Metro de Madrid e da linha C-5 de Cercanías.